# Stefanie Psonder
Stefanie Psonder (* 28. Februar 1911 in  Eisenerz; † 22. Mai 1966 in Graz) war eine österreichische Politikerin (SPÖ).

## Leben
Psonder besuchte die acht Klassen der Volksschule und anschließend eine Wirtschaftsschule in Graz. Nach ihrer Ausbildung arbeitete sie als Sekretärin.

## Politik
Von 1945 bis 1950 war sie Mitglied des Gemeinderates der Gemeinde Hieflau. Dem österreichischen Bundesrat gehörte sie vom 23. Mai 1956 bis zum 9. März 1962 an. Von 1961 an war sie bis zu ihrem Tod am 22. Mai 1966 in zwei Perioden Landesrätin in der Steiermark, wobei sie ab 1965 Mitglied des Kontroll-Ausschusses war.